# Dick Anthony Williams
Richard „Dick“ Anthony Williams (* 9. August 1934 in Chicago, Illinois; † 16. Februar 2012 in Van Nuys, Los Angeles, Kalifornien) war ein US-amerikanischer Theater- und Filmschauspieler.

## Leben
Williams wurde am 9. August 1934 in Chicago geboren und wuchs im dortigen Grand Boulevard-Area auf. Er besuchte die Hyde Park Academy High School und ging später auf das City Colleges of Chicago. Von 1974 bis zu ihrem Tod am 12. Februar 1988 war er mit der Schauspielerin Gloria Edwards verheiratet. Die beiden waren Eltern von zwei Kindern. Aus einer weiteren Beziehung hat er eine Tochter.
Erste schauspielerische Erfahrungen erfuhr er als Teil des Williams Brothers Quartet in Chicago. Williams zog später nach Los Angeles. Ab den 1960er Jahren übernahm er zahlreiche Episodenrollen in verschiedenen Fernsehserien. Williams gewann 1974 den Drama Desk Award für seine Leistung in What the Wine-Sellers Buy, für die er auch für einen Tony Award nominiert wurde. 1975 wurde er sowohl für einen Tony Award als auch für einen Drama Desk Award für seine Leistung in Black Picture Show nominiert. 1985 durfte er in der Fernsehserie Verfeindet bis aufs Blut die Rolle des Chief of Detectives Jonas Jones verkörpern. Von 1986 bis 1987 stellte er in der Fernsehserie Detective Kennedy – Nachtschicht in L.A. die Rolle des Lt. Ed Van Duzer dar. 1987 verkörperte er in Der steinerne Garten die Rolle des Slasher Williams. 1989 war er in Tap Dance als Francis zu sehen. 1990 hat er in Edward mit den Scherenhänden in der Rolle des Officer Allen sowie in Mo’ Better Blues als Big Stop Williams mitgespielt. Von 1991 bis 1997 war er in der Serie Homefront in insgesamt 42 Episoden der Fernsehserie als Abe Davis zu sehen. 2020 erschien Grizzly II: Revenge, der bereits 1983 abgedreht wurde. Dort ist er als Charlie Hill zu sehen.
Williams verstarb am 16. Februar 2012 im Alter von 77 Jahren an den Folgen einer Krebserkrankung im Valley Presbyterian Hospital in Los Angeles. Er wurde auf dem Inglewood Park Cemetery beigesetzt.

## Filmografie (Auswahl)
- 1968: Polizeibericht (Dragnet, Fernsehserie, Episode 3x01)
- 1968: Black Power
- 1968: Der Chef (Ironside, Fernsehserie, Episode 2x05)
- 1969: The Lost Man – Es führt kein Weg zurück (The Lost Man)
- 1970: Nanny und der Professor (Nanny and the Professor, Fernsehserie, Episode 1x03)
- 1971: Der Anderson-Clan (The Anderson Tapes)
- 1971: Wer tötete Mary? (Who Killed Mary Whats'ername?)
- 1973: Straßen zur Hölle (The Mack)
- 1973: Der Sohn des Mandingo (Slaughter's Big Rip-Off)
- 1973: Five on the Black Hand Side
- 1973: Der Chef (Ironside, Fernsehserie, Episode 7x12)
- 1975: Hundstage (Dog Day Afternoon)
- 1975: Starsky & Hutch (Fernsehserie, Episode 1x08)
- 1975: Eiskalt (Deadly Hero)
- 1976: The Long Night
- 1977: Die Tiefe (The Deep)
- 1977: Visions (Fernsehserie, Episode 2x02)
- 1977: Freeman (Fernsehfilm)
- 1977: Detektiv Rockford – Anruf genügt (Fernsehserie, Episode 4x07)
- 1977: The Storyteller (Fernsehfilm)
- 1977: Sanford Arms (Fernsehserie, Episode 1x06)
- 1978: King (Mini-Serie, 3 Episoden)
- 1978: James at 15 (Fernsehserie, Episode 1x18)
- 1978: A Woman Called Moses (Mini-Serie, 2 Episoden)
- 1978: Sparrow (Fernsehfilm)
- 1979: Some Kind of Miracle (Fernsehfilm)
- 1979: Ein perfekter Seitensprung (An Almost Perfect Affair)
- 1979: Hollow Image (Fernsehfilm)
- 1979: Reichtum ist keine Schande (The Jerk)
- 1980: One in a Million (Fernsehserie, Episode 1x03)
- 1980: Die Jeffersons (The Jeffersons, Fernsehserie, Episode 6x14)
- 1980: Brave New World (Fernsehfilm)
- 1980: Die Schnüffler (Tenspeed and Brown Shoe, Fernsehserie, Episode 1x09)
- 1980: Die Nacht, als der Terror tobte (The Night the City Screamed, Fernsehfilm)
- 1981: Mord aus Angst (A Gun in the House, Fernsehfilm)
- 1981: The Sophisticated Gents (Mini-Serie, 3 Episoden)
- 1981: Lou Grant (Fernsehserie, Episode 5x08)
- 1982: Strike Force (Fernsehserie, Episode 1x10)
- 1982: This Is Kate Bennett... (Fernsehfilm)
- 1982: Sister, Sister (Fernsehfilm)
- 1982: Archie Bunker's Place (Fernsehserie, Episode 4x03)
- 1982: Mein großer Bruder (Something So Right, Fernsehfilm)
- 1983: Cagney & Lacey (Fernsehserie, Episode 2x19)
- 1983: Der Junge vom anderen Stern (The Powers of Matthew Star, Fernsehserie, Episode 1x22)
- 1983: Ein Richter sieht rot (The Star Chamber)
- 1983: Night Partners (Fernsehfilm)
- 1983: Nachts, wenn der Tod lauert (Through Naked Eyes, Fernsehfilm)
- 1983: American Playhouse (Fernsehserie, 2 Episoden, verschiedene Rollen)
- 1984: Hart aber herzlich (Hart to Hart, Fernsehserie, Episode 5x15)
- 1984: Trapper John, M.D. (Fernsehserie, Episode 5x20)
- 1985: Challenge of a Lifetime (Fernsehfilm)
- 1985: Space – Ein Mann greift nach den Sternen (Space, Mini-Serie, 4 Episoden)
- 1985: Ein total verrückter Sommer (Summer Rental)
- 1985: Verfeindet bis aufs Blut (Our Family Honor, Fernsehserie, 8 Episoden)
- 1986: Stingray (Fernsehserie, Episode 1x08)
- 1986–1987: Detective Kennedy – Nachtschicht in L.A. (Heart of the City, Fernsehserie, 13 Episoden)
- 1987: 227 (Fernsehserie, Episode 2x17)
- 1987: Der steinerne Garten (Gardens of Stone)
- 1988: Bustin' Loose (Fernsehserie, Episode 1x13)
- 1989: Tap Dance (Tap)
- 1989: B.L. Stryker (Fernsehserie, Episode 1x02)
- 1989: American Playhouse (Fernsehserie, Episode 8x10)
- 1989: Hawk (Fernsehserie, Episode 1x13)
- 1989: Snoops (Fernsehserie, Episode 1x05)
- 1989: Cast the First Stone (Fernsehfilm)
- 1990: Shannon's Deal (Fernsehserie, Episode 1x02)
- 1990: Mo’ Better Blues (Fernsehserie, Episode 8x10)
- 1990: Edward mit den Scherenhänden (Edward Scissorhands)
- 1990: L.A. Law – Staranwälte, Tricks, Prozesse (L.A. Law, Fernsehserie, Episode 4x16)
- 1990–1991: Fernsehfieber (WIOU, Fernsehserie, 2 Episoden)
- 1991: Dunkle Erleuchtung (The Rapture)
- 1991–1997: Homefront (Fernsehserie, 42 Episoden)
- 1993: Percy & Thunder – Der Preis des Siegens (Percy & Thunder, Fernsehfilm)
- 1993: L.A. Law – Staranwälte, Tricks, Prozesse(L.A. Law, Fernsehserie, 2 Episoden)
- 1993: The Gifted
- 1994: Roc (Fernsehserie, Episode 3x16)
- 1994: Akte X – Die unheimlichen Fälle des FBI (The X-Files, Fernsehserie, Episode 1x16)
- 1994: Law & Order (Fernsehserie, Episode 5x05)
- 1995: Renegade – Gnadenlose Jagd (Renegade, Fernsehserie, Episode 3x15)
- 1995: CBS Schoolbreak Special (Mini-Serie, Episode 12x03)
- 1995: Der Klient (The Client, Fernsehserie, Episode 1x02)
- 1995: Die Larry Sanders Show (The Larry Sanders Show, Fernsehserie, Episode 4x14)
- 1995: Ein Mountie in Chicago (Due South, Fernsehserie, Episode 2x04)
- 1996: Sparks & Sparks (Sparks, Fernsehserie, Episode 1x09)
- 1997: JAG – Im Auftrag der Ehre (JAG, Fernsehserie, Episode 2x13)
- 1997: New York Cops – NYPD Blue (NYPD Blue, Fernsehserie, Episode 5x06)
- 1997: Chicago Hope – Endstation Hoffnung (Chicago Hope, Fernsehserie, Episode 4x10)
- 1997: The Player (Fernsehfilm)
- 1998: The Players Club
- 1998: A Room Without Doors (Kurzfilm)
- 1999: The Parent 'Hood (Fernsehserie, Episode 5x01)
- 2000: Hot Boyz
- 2001: That's Life (Fernsehserie, 4 Episoden)
- 2002: The Shield – Gesetz der Gewalt (The Shield, Fernsehserie, 2 Episoden)
- 2003: Black Listed
- 2003: Jonah (Kurzfilm)
- 2004: Virgin Again
- 2007: The Stolen Moments of September
- 2007: Steam
- 2008: Players at the Poker Palace (Fernsehserie, Episode 1x17)
- 2009: Blood and Bone – Rache um jeden Preis (Blood and Bone)
- 2010: Breathe (Kurzfilm)
- 2011: Shadow Hills
- 2020: Grizzly II: Revenge (Grizzly II: The Predator)

## Auszeichnungen
- 1974: Drama Desk Award

Nominierungen
- 1974: Tony Award
- 1975: Tony Award
- 1975: Drama Desk Award